# Video Research
Video Research（日語：株式会社ビデオリサーチ，簡稱VR）是日本一家進行電視節目收視率與廣播節目收聽率調查的公司，總部位於東京都千代田區。Video Research成立於1962年，由電通、18家商業廣播公司、東京芝浦電氣（現東芝）出資設立。該公司在日本42個都道府縣進行收視率和收聽率調查，並且也展開多種媒體和市場調查業務。

## 歷史
1950年代後，日本商業廣播快速發展，成為一大廣告媒體。1959年時，日本已經有超過300萬台電視機，電視廣告費也達到238億日元:21。1954年，電通開始進行廣播節目收聽率調查:22。同年7-8月，NHK進行了日本最早的收視率調查:22。翌年電通調查部也進行了收視率調查:22。但這些調查都是日記式或訪問式調查，調查和統計時消耗大量人力且精度較低，難以滿足廣告主的需求:23。
1957年，時任電通社長吉田秀雄要求時任電通大阪支社廣播電視局技術課柳井朗人課長研發收視率調查機械:25。1958年，電通成功製作收視率調查試作機，並在1961年委託東芝生產了50台收視率調查機:26。當時美國的AC尼爾森公司亦開始進軍日本的收視率調查市場，因此電通加快了設立收視率調查公司的準備工作。1962年8月27日，Video Research公司舉辦設立發起人會，並在9月15日舉辦創立總會:27。Video Research的創始股東是電通、東芝、18家民營電視台，資本家金1.5億日元:27。同年10月，Video Research開始在東京23區的246戶家庭設置收視率調查器，並於12月正式開始調查:29。翌年Video Research在大阪市亦開始進行收視率調查:37。1965年，Video Research開始在名古屋市進行車載廣播收聽率調查:38。1968年，Video Research開始在福岡縣進行收視率調查:38。
由於設立時正逢日本經濟高速增長和電視快速普及的時代，因此Video Research的公司規模在初期快速擴大，在1966年度清零公司設立後的累積虧損，並在1972年度實現營業額11.14億日元:29。1972年，Video Research和日本電視台簽訂收視率調查協議:29。同年9月，日本另一大廣告公司博報堂亦參股了Video Research:31。除了收視率調查之外，Video Research亦積極開拓其他領域的調查業務。1965年10月，Video Research東京總部設立市場調查部，開始進軍市場調查領域。1972年度，市場調查領域已佔Video Research39%的營業額:40。
由於社會上出現對電視台過度追求收視率的批判，Video Research在1978年開始進行節目收視感、收視意識調查，注重收視質的評價，開始進軍定性調查領域:46-47。1982年度，Video Research的年營業額增加到50.73億日元:45。同年9月，Video Research實現在7基幹地區（東京、大阪、名古屋、福岡、札幌、廣島、仙台）全部實施機械式收視率調查:50。1988年，Video Research名古屋支社實施了新幹線乘客問卷調查，在東京站至新大阪站的16個東海道新幹線車站實施問卷調查，耗時達50天:67。同年度Video Research實現年營業額107億日元，首次超過100億日元:61。
為了反映一戶家庭擁有多個電視機的新情況以及應對NC尼爾森於1994年開始進行機械式個人收視率調查:86，1996年，Video Research開始在關東地方試驗進行個人收視率的調查，並於1997年正式開始個人收視率調查，令其提供的收視率調查服務不再僅限於家庭收視率:88-89。個人收視率調查中2001年擴大至關西地區:89。1997年1月，Video Research開設了官方網站:79。同年Video Research導入了企業識別，啟用了現行商標:79-81。
Video Research在1990年代後期開始強化海外業務。1998年3月，Video Research在美國成立分公司，主要業務是收集美國收視調查業界的最新資訊:95。2001年，Video Research在台灣出資設立「廣電人市場研究股份有限公司」。該公司於2002年開始在1,200戶家庭進行機械式收視率調查。但由於廣電人公司未能增加和有線電視公司的契約導致經營欠佳，2005年，Video Research不再支援廣電人公司，退出台灣市場:96。2002年，Video Research在泰國和當地企業合資設立Video Research國際泰國公司，在泰國從事市場調查業務:96-97。
AC尼爾森於2000年不再在日本進行收視率調查業務之後，Video Research壟斷了日本的收視率調查市場。2005年度，Video Research實現年營業額超過200億日元:101。翌年Video Research將總部搬遷至千代田區現址:102。2006年，Video Research和中國央視市場研究股份有限公司展開合作，為進軍中國市場的日本企業提供市場調研服務:103。面對現代人生活方式的變化及網路普及造成的媒體生態巨變，Video Research在2016年開始在關東地方提供時移收視率的調查，並於2018年開始提供大阪和名古屋地區的時移收視率數據。2020年，Video Research大幅增加了其在關東、關西、札幌地區的收視率調查樣本家庭數，並且開始提供日本各地區的時移收視率數據和衛星電視各台的收視率數據。同時Video Research還計劃在目前因商業電視台不到3家而未有展開收視率調查的山梨縣、福井縣、德島縣、佐賀縣、宮崎縣五縣展開機械式收視率調查。

## 收視率調查樣本數
Video Research在日本各地進行的收視率調查樣本數如下：
- 52週調査（全日調查、測量實時、時移雙方收視率）地區・2700戶
  - 關東廣域圈（東京都、群馬縣、栃木縣、茨城縣、埼玉縣、千葉縣、神奈川縣）
- 52週調査（全日調查、測量實時、時移雙方收視率）地區・1200戶
  - 近畿廣域圈（大阪府、京都府、兵庫縣、滋賀縣、奈良縣、和歌山縣）
- 52週調査（全日調查、測量實時、時移雙方收視率）地區・600戶
  - 中京廣域圈（愛知縣、岐阜縣、三重縣）
- 52週調査（全日調查、測量實時、時移雙方收視率）地區・400戶
  - 北海道、福岡縣
- 52週調査（全日調查、測量實時、時移雙方收視率）地區・200戶
  - 宮城縣、福島縣、新潟縣、静岡縣、岡山縣及香川縣、廣島縣
    - ※岡山、香川兩縣作為一個地區進行調查（「岡山高松地區」）

  - 青森縣、岩手縣、秋田縣、山形縣（以上、東北地方）
  - 長野縣、富山縣、石川縣（以上、中部地方）
  - 鳥取縣及島根縣、山口縣、愛媛縣、高知縣（以上、中國地方、四国地方）
    - ※鳥取、島根兩縣作為一個地區進行調查（「鳥取島根地區」）

  - 熊本縣、長崎縣、大分縣、鹿兒島縣、沖繩縣（以上、九州、沖縄地方）

## 關聯條目
- 收視率
- 電視藝人形象調查

## 外部連結
- Video Research （页面存档备份，存于）